# Torrent de Castellar (Berguedà)
El Torrent de Castellar és un afluent per la dreta del Riu del Coll de Jouet.

## Descripció
Neix a 1.485 msnm, a llevant del nucli de Castellar del Riu, sota la corba del km 7,8 de la carretera BV-4243 que puja als Rasos de Peguera i desguassa a 934 msnm, al SW del Molí de Terrers, dins el terme municipal de Capolat. A partir de la seva congluència amb el Torrent de Pla de Campllong resp també el nom de Riera Nova.

## Termes municipals per on transcorre
Des del seu naixement, el Torrent de Castellar travessa successivament els següents termes municipals.
|                                                                     | Longitud (en m.) | % del recorregut |
| ------------------------------------------------------------------- | ---------------- | ---------------- |
| Per l'interior del municipi de Castellar del Riu                    | 3.445            | 68,1%            |
| Fent de frontera entre els termes de Castellar del Riu i de Capolat | 237              | 5,8%             |
| Per l'interior del municipi de Capolat                              | 1.322            | 26,1%            |

## Perfil del seu curs
| metres de curs  | 0     | 500   | 1.000 | 1.500 | 2.000 | 2.500 | 3.000 | 3.500 | 4.000 | 4.500 | 5.059 |
| --------------- | ----- | ----- | ----- | ----- | ----- | ----- | ----- | ----- | ----- | ----- | ----- |
| Altitud (en m.) | 1.485 | 1.355 | 1.273 | 1.189 | 1.125 | 1.073 | 1.033 | 1.004 | 975   | 953   | 934   |
| % de pendent    | -     | 26,0  | 16,4  | 16,8  | 12,8  | 10,4  | 8,0   | 5,8   | 5,8   | 4,4   | 3,4   |

## Xarxa hidrogràfica

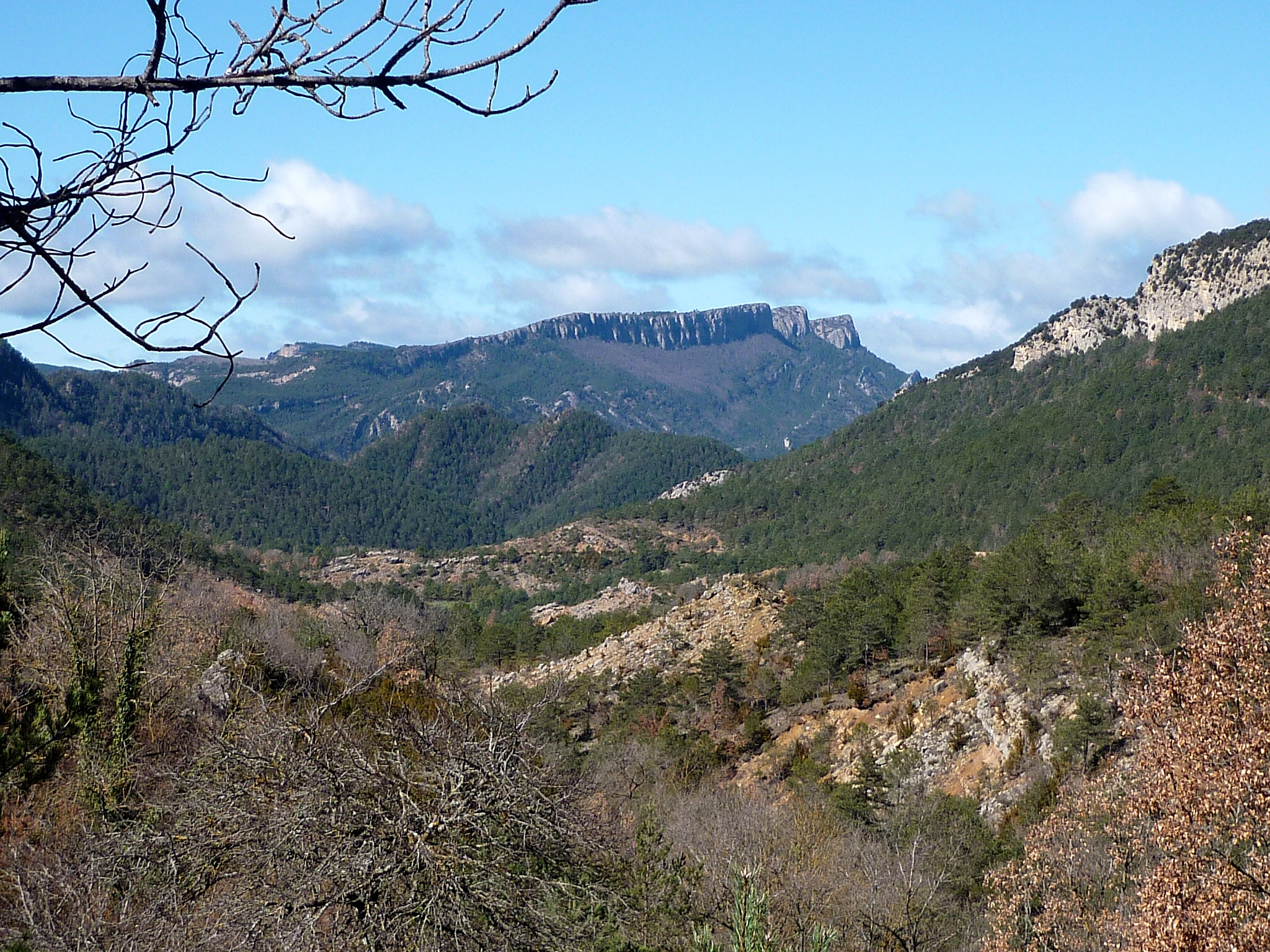
Curs mitjà del torrent

La xarxa hidrogràfica del Torrent de Castellar és integrada per un total de 50 cursos fluvials. D'aquests, 15 són subsidiaris de 1r nivell de subsidiarietat, 22 ho són de 2n nivell i 12 ho són de 3r nivell.
La totalitat de la xarxa suma una longitud de 41.342 m. 37.304 transcorren pel terme municipal de Castellar del Riu i 4.220 pel de Capolat.
| Codi del corrent fluvial | Coordenades del seu origen                                   | longitud (en metres) |
| ------------------------ | ------------------------------------------------------------ | -------------------- |
| Torrent de Castellar     | 42° 7′ 24.40″ N, 1° 46′ 18.75″ E / 42.1234444°N,1.7718750°E  | 5.059                |
| E1                       | 42° 7′ 15.52″ N, 1° 46′ 19.04″ E / 42.1209778°N,1.7719556°E  | 285                  |
| E2                       | 42° 7′ 10.64″ N, 1° 46′ 20.22″ E / 42.1196222°N,1.7722833°E  | 502                  |
| D1                       | Xarxa del Torrent dels Porxos                                | 11.899               |
| D2                       | 42° 7′ 34.67″ N, 1° 45′ 22.97″ E / 42.1262972°N,1.7563806°E  | 961                  |
| D3                       | 42° 7′ 7.048″ N, 1° 45′ 19.52″ E / 42.11862444°N,1.7554222°E | 987                  |
| D4                       | 42° 7′ 3.818″ N, 1° 44′ 56.78″ E / 42.11772722°N,1.7491056°E | 439                  |
| E3                       | 42° 7′ 10.64″ N, 1° 46′ 20.22″ E / 42.1196222°N,1.7722833°E  | 509                  |
| E4                       | Xarxa del Torrent de Pla de Campllong                        | 19.704               |
| D5                       | 42° 6′ 45.61″ N, 1° 44′ 52.03″ E / 42.1126694°N,1.7477861°E  | 612                  |
| D6                       | 42° 7′ 0.851″ N, 1° 44′ 54.52″ E / 42.11690306°N,1.7484778°E | 980                  |
| E5                       | 42° 6′ 21.40″ N, 1° 44′ 20.23″ E / 42.1059444°N,1.7389528°E  | 592                  |
| E5·D1                    | 42° 6′ 20.32″ N, 1° 44′ 39.53″ E / 42.1056444°N,1.7443139°E  | 636                  |
| E5·D1·D1                 | 42° 6′ 27.39″ N, 1° 44′ 31.99″ E / 42.1076083°N,1.7422194°E  | 97                   |
| D7                       | 42° 6′ 47.60″ N, 1° 44′ 16.90″ E / 42.1132222°N,1.7380278°E  | 698                  |
| E6                       | 42° 6′ 22.88″ N, 1° 44′ 8.225″ E / 42.1063556°N,1.73561806°E | 181                  |
| D8                       | 42° 6′ 40.03″ N, 1° 43′ 50.81″ E / 42.1111194°N,1.7307806°E  | 533                  |
| D8·E1                    | 42° 6′ 41.99″ N, 1° 43′ 52.50″ E / 42.1116639°N,1.7312500°E  | 249                  |
| D8·E2                    | 42° 6′ 36.81″ N, 1° 43′ 58.79″ E / 42.1102250°N,1.7329972°E  | 67                   |
| E7                       | 42° 6′ 12.52″ N, 1° 44′ 18.40″ E / 42.1034778°N,1.7384444°E  | 563                  |
| E7·D1                    | 42° 6′ 14.40″ N, 1° 44′ 9.247″ E / 42.1040000°N,1.73590194°E | 75                   |
| E7·D2                    | 42° 6′ 20.39″ N, 1° 44′ 8.943″ E / 42.1056639°N,1.73581750°E | 183                  |